# Lutherse Kerk (Zierikzee)

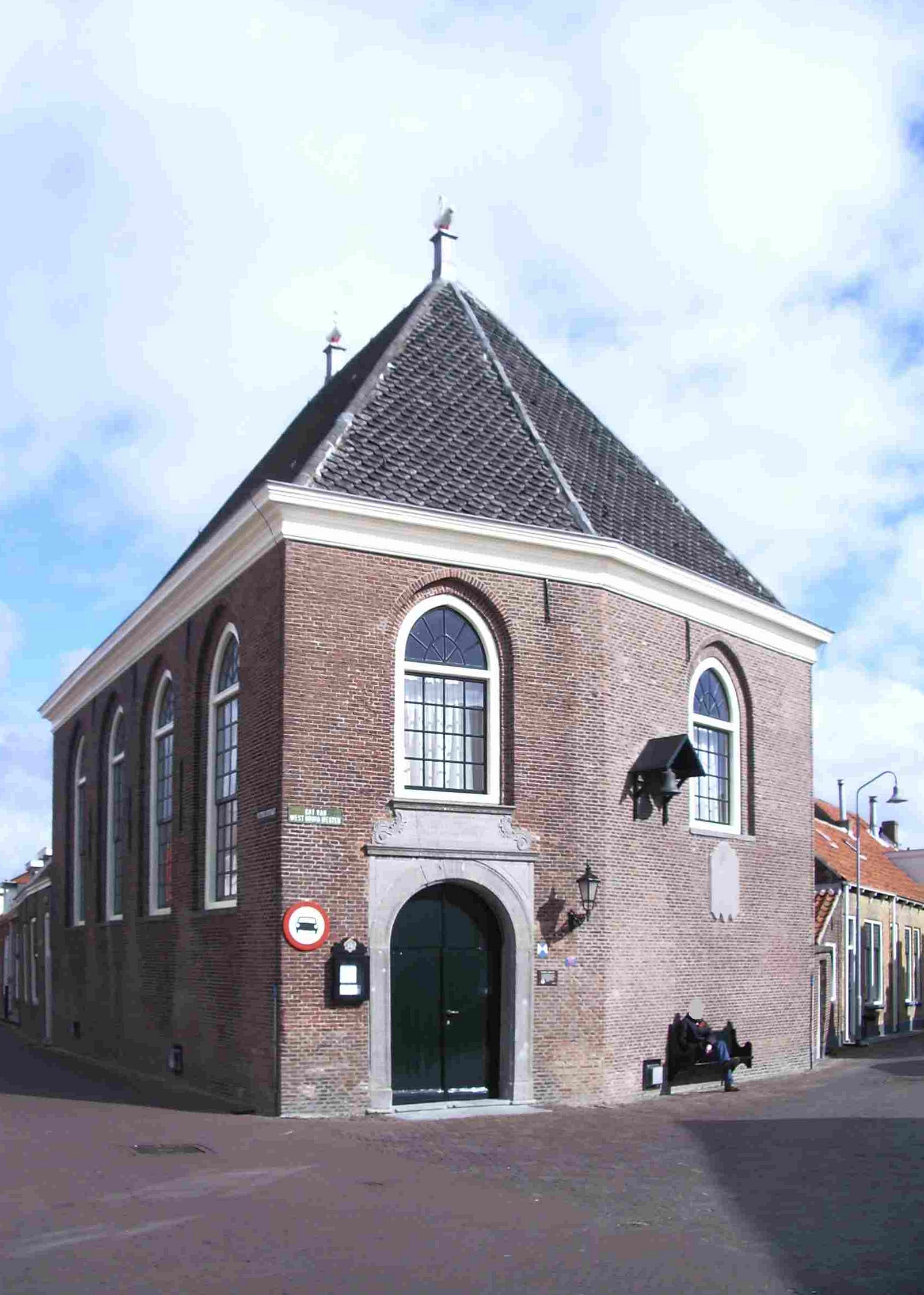
Die Lutherse Kerk zu Zierikzee

Die Lutherse Kerk ist eine schlichte evangelisch-lutherische Saalkirche zu Zierikzee in den Niederlanden (Provinz Zeeland). Die Gemeinde führt als Wappen die Lutherrose. Das Kirchengebäude ist als Rijksmonument eingestuft.

## Geschichte
Seinen Ursprung hat das Gotteshaus als Hauskapelle des adeligen Hofes van Ravestein. 1713 wurde sie für schottische Kaufleute als Schotse Kerk hergerichtet. 1755 wurde die Kapelle durch die lutherische Gemeinde übernommen und vergrößert, sie besitzt eine Predigtkanzel von 1756. Seit dem Beitritt der niederländischen lutherischen Kirche zur unierten Protestantischen Kirche in den Niederlanden im Jahr 2004 zählt die Zierikzeer Gemeinde zur autonomen Evangelisch-Lutherischen Synode innerhalb der Union. In der Gemeinde werden nach wie vor Gottesdienste in Form der lutherischen Liturgie gefeiert.

## Orgel
Die Orgel wurde 1962 von dem Orgelbauer Hammarberg erbaut. Das Instrument hat 13 Register auf zwei Manualen und Pedal. Die Spiel- und Registertrakturen sind elektrisch.
| I Hauptwerk C–f3 |           |    |
| 1.               | Prinzipal | 8′ |
| 2.               | Rohrflöte | 8′ |
| 3.               | Oktave    | 4′ |
| 4.               | Oktave    | 2′ |
| 5.               | Mixtur IV |    |

| II Oberwerk C–f3 |                 |    |
| 6.               | Gedacht         | 8′ |
| 7.               | Rohrflöte       | 4′ |
| 8.               | Prinzipal       | 2′ |
| 9.               | Oktave          | 1′ |
| 10.              | Sesquialtera II |    |

| Pedalwerk C–d1 |               |     |
| 11.            | Subbass       | 16′ |
| 12.            | Gedacktpommer | 8′  |
| 13.            | Regal         | 8′  |

- Koppeln: II/I, I/P, II/P